# Azure Mountain Fire Observation Station
L'Azure Mountain Fire Observation Station est une tour de guet du comté de Franklin, dans l'État de New York, dans le nord-est des États-Unis. Située à 762 mètres d'altitude dans les Adirondacks, elle est protégée dans la Debar Mountain Wild Forest. Construite en 1918, elle est inscrite au Registre national des lieux historiques depuis le 23 septembre 2001.